# Serieåret 1961

## Händelser

### Okänt datum
- Stan Lee och Jack Kirby i USA skapar seriesuperhjältegruppen Fantastic Four. Medlemmarna i gruppen är Mr. Fantastic, Invisible Woman, Thing och Human Torch.
- Fix och Foxi, Förlagshuset Norden försök att lansera en tysk serietidningssuccé i Sverige, slutar med att utgivningen upphör.[1]
- Serietidningen Bonzana introduceras i Sverige.[2]

## Utgivning

### Album
- I Frankrike ges det första asterixalbumet, "Asterix och hans tappra galler" (Astérix le Gaulois) ut. Det publiceras i Sverige 1970 [3].
- En kapten för mycket (Lucky Luke) [4]
- Z som i Zafir (Spirou) [5]

## Födda
- 7 mars – Måns Gahrton, svensk serietecknare.
- 9 april – Patrik Norrman, svensk serietecknare.
- 14 april – Daniel Clowes, amerikansk författare, manusförfattare och serietecknare.
- 28 maj – Joakim Pirinen, svensk serietecknare.

### Fotnoter
1. ↑  Swecomics Arkiverad 6 augusti 2007 hämtat från the Wayback Machine.
2. ↑  Swecomics
3. ↑  ”Tintin”. Arkiverad från originalet den 13 februari 2011. https://web.archive.org/web/20110213010603/http://www.asterix.com/books/albums/. Läst 12 mars 2011.
4. ↑  ”Lucky Luke på svenska”. Arkiverad från originalet den 11 november 2014. https://web.archive.org/web/20141111004811/http://www.visit.se/~dampgrodan/album_kronolog.html. Läst 12 mars 2011.
5. ↑  ”Spirou enligt Franquin”. Arkiverad från originalet den 23 juli 2010. https://web.archive.org/web/20100723064409/http://www.mantagraphics.com/franquin/helaalbum.htm. Läst 12 mars 2011.